# Compsonycha rufithorax
Compsonycha rufithorax es una especie de coleóptero de la familia Cantharidae.

## Distribución geográfica
Habita en Sudáfrica.